# (7850) Buenos Aires
(7850) Buenos Aires ist ein Asteroid des inneren Hauptgürtels. Er wurde am 10. Juni 1996 vom US-amerikanischen Astronomen Lucas M. Macri am Fred-Lawrence-Whipple-Observatorium (IAU-Code G91) in der Nähe von Amado (Arizona) auf den Hügeln des Mount Hopkins entdeckt.
Der Asteroid wurde am 16. Oktober 1997 nach der argentinischen Hauptstadt Buenos Aires benannt, die als einzige Stadt Argentiniens als „Capital Federal“ autonom, also nicht an eine bestimmte Provinz gebunden ist.